# Nancy Grace
Nancy Ann Grace (ur. 23 października 1959) – amerykańska osobowość telewizyjna, komentatorka zagadnień prawnych, autorka książek, była prokuratorka. 
Od roku 1996 do 2007 prowadziła program Closing Arguments emitowany przez kanał Court TV. Od roku 2005 do 2016 prowadziła program informacyjny o tematyce kryminalno-prawnej Nancy Grace, emitowany przez stację HLN. Od 10 stycznia 2017 Grace prowadzi podcast zatytułowany „Crime Stories with Nancy Grace”.
Wcześniej była prokuratorką prokuratury okręgowej w Atlancie, w stanie Georgia.

## Wczesne życie
Nancy Grace urodziła się w Macon w stanie Georgia jako najmłodsze z trojga dzieci. Jej matka Elizabeth pracowała w fabryce, a ojciec był spedytorem w liniach kolejowych Southern Railway. Jej starsze rodzeństwo to brat Mac Jr. i siostra Ginny. Członkowie rodziny Grace są wieloletnimi członkami kościoła Macon's Liberty United Methodist Church, gdzie Elizabeth gra na organach, a Mac Sr. był kiedyś nauczycielem w Szkole Niedzielnej.

## Edukacja i kariera

### Studia
Nancy Grace ukończyła Macon's Windsor Academy w 1977 roku. Następnie uczęszczała do Valdosta State University, a później uzyskała tytuł licencjata z Mercer University. Jako studentka Grace była fanką literatury szekspirowskiej i zamierzała zostać profesorem języka angielskiego. Po zabójstwie jej narzeczonego Keitha Griffina, gdy miała 19 lat, Grace zdecydowała się zapisać na studia prawnicze i została prokuratorką, a także działaczką na rzecz praw ofiar przestępstw.
Nancy Grace otrzymała tytuł doktora nauk prawnych w Walter F. George School of Law na Uniwersytecie Mercer, gdzie była członkinią komisji prawniczej. Następnie uzyskała tytuł magistra prawa w zakresie prawa konstytucyjnego i karnego na Uniwersytecie w Nowym Jorku. Jest autorką artykułów i opinii dla czasopism prawniczych, w tym American Bar Association Journal. Pracowała jako urzędnik sędziego sądu federalnego oraz zajmowała się prawem antymonopolowym i ochroną konsumentów w Federalnej Komisji Handlu. Wykładała spory sądowe w Georgia State University College of Law oraz prawo biznesowe w GSU's School of Business. Od 2006 roku jest członkinią rady powierniczej Uniwersytetu Mercer.

### Kariera w prokuraturze
Przez prawie dziesięć lat Grace pracowała w biurze prokuratora okręgowego w Atlancie, w hrabstwie Fulton jako prokurator specjalny. Jej praca skupiała się na przypadkach przestępstw obejmujących seryjne morderstwa, gwałty, molestowanie dzieci i podpalenia. Grace opuściła prokuraturę po tym, jak prokurator okręgowy, pod którym pracowała, zdecydował się nie ubiegać o reelekcję.
W czasie swojej kariery prokuratorskiej Grace otrzymała reprymendę od Sądu Najwyższego stanu Georgia za zatajanie dowodów i używanie niestosownych stwierdzeń w sprawie podpalenia i morderstwa w 1997 roku. Sąd uchylił wyrok skazujący w tej sprawie i uznał, że zachowanie Grace „dowodzi jej lekceważenia zasad rzetelnego procesu i uczciwości i że jest niewybaczalne”. Ponadto federalna opinia odwoławcza z 2005 r. wydana przez sędziego Williama H. Pryora Jr. wykazała, że Grace postępowała wbrew etyce zawodu w sprawie potrójnego morderstwa z 1990 r., w którym wstrzymała dowody w sprawie i zezwoliła detektywowi składać fałszywe zeznania pod przysięgą. Wyrok za morderstwo został podtrzymany w mocy pomimo niewłaściwego postępowania Grace.

### Kariera telewizyjna
Po opuszczeniu biura prokuratury hrabstwa Foulton, Grace przyjęła propozycję Stevena Brilla, założyciela stacji Court TV, aby wspólnie zrobić program z komentarzem prawniczym. Drugim prezenterem był adwokat Johnnie Cochran, znany z reprezentowania w sądach takich osób jak O.J. Simpson, Michael Jackson, Tupac Shakur czy Snoop Dogg. Po odejściu Cochrana Nancy Grace została przeniesiona do programu Trial Heat, w którym relacjonowała procesy sądowe w latach 1996–2004. W latach 1998–2007 prowadziła program o podobnym profilu zatytułowany Closing Arguments, a w latach 2004–2007 Nancy Grace Investigates. W 2007 roku odeszła ze stacji Court TV.
W lutym 2005 r. rozpoczęła program analizy prawnej aktualnych zagadnień kryminalnych zatytułowany Nancy Grace. Emitowany był w CNN Headline News (obecnie HLN) do 2016 roku. 13 lipca 2019 r. zapoczątkowała program „Injustice with Nancy Grace” w telewizji Oxygen.

## Życie prywatne
W kwietniu 2007 roku Grace poślubiła Davida Lincha, bankiera inwestycyjnego z Atlanty, podczas małej prywatnej ceremonii. Poznali się, gdy studiowała na Uniwersytecie Mercer w latach siedemdziesiątych. W listopadzie 2007 r. urodziły im się bliźniaki: Lucy Elizabeth i John David. 